# Haven van Salalah
De Haven van Salalah is een belangrijke zeehaven aan de oostkust van Oman. De haven ligt op zo’n 15 kilometer ten zuiden van de stad Salalah in de zuidelijkste provincie Dhofar. Het stond eerst bekend als Mina Raysut, maar vanaf november 1998 werd de naamsverandering doorgevoerd. Sinds 1996 is het een belangrijke container transitohaven in de regio. De haven staat onder beheer van de Salalah Port Services Company (SAOG).

## Geschiedenis
Mina Raysut was vooral een haven voor algemene lading.
De groei van Mina Raysut kreeg een belangrijke impuls in 1996. In december van dat jaar tekende de Omaanse overheid een contract met APM Terminals, een dochteronderneming van A.P. Møller-Mærsk Group, om een containerterminal te ontwikkelen. APM kreeg een concessie voor 30 jaar. In april 1997 werd met de bouw een start gemaakt en anderhalf jaar later waren de eerste twee aanlegsteigers voor containerschepen gereed. In april 1999 volgden nog eens twee aanlegplaatsen en in 2007 en 2008 kwamen nummer vijf en zes in gebruik. Met de opening van de zesde en laatste aanlegplaats was de jaarcapaciteit van de containerhaven gekomen op 4,5 miljoen TEU. Schepen met een maximale diepgang van 17,5 meter kunnen van de haven gebruikmaken.
Het achterland van de haven is bescheiden en veel containers worden in de haven slechts overgeslagen. De containers worden vanuit Salalah verder vervoerd naar havens in de Perzische Golf en het Indisch Subcontinent. In 2003 werden er al meer dan 2 miljoen TEU in een jaar overgeslagen overgeslagen en in 2005 stond de teller al op 10 miljoen overgeslagen TEU sinds de opening.
De overslag van algemene lading is sinds 2008 sterk gestegen. Vooral de export van kalksteen, bestemd voor de Indiase staalindustrie, groeit hard en verder wordt veel cement overgeslagen. Bij de haven is een Speciale Economische Zone ingericht en dit zal tot extra ladingaanbod leiden. De bouw van een methanolfabriek door de Salalah Methanol Company heeft al geleid tot extra volumes in de haven. Deze fabriek heeft een capaciteit van 3.000 ton methanol per dag en medio 2010 is de productie gestart. Voor de export wordt uitsluitend gebruikgemaakt van de haven van Salalah. Het benodigde aardgas wordt via een pijplijn geleverd.

## Beheerder
De havenbeheerder is de Salalah Port Services Company (SAOG). Het is beursgenoteerd en 20% van de aandelen worden op de effectenbeurs van Masqat verhandeld. De enige buitenlandse aandeelhouder is A.P. Møller-Mærsk Group met een belang van 30%; de Omaanse overheid heeft een direct aandelenbelang van 20%.

## Overslaggegevens
Sinds de opening tot 2013 heeft de containerhaven een spectaculaire groei doorgemaakt. In 2015 verwerkte de haven 2,6 miljoen TEU en 12,5 miljoen ton aan lading. De haven telde ruim 2.000 werknemers, waarvan iets meer dan de helft Omani. Veruit het grootste deel van het ladingaanbod bestaat uit containers en droge bulkgoederen.
| Omschrijving                 | 2005 | 2006 | 2007 | 2008 | 2009 | 2010 | 2011 | 2012 | 2013 | 2014  | 2015  |
| ---------------------------- | ---- | ---- | ---- | ---- | ---- | ---- | ---- | ---- | ---- | ----- | ----- |
| Containers (* 1000 TEU)      | 2492 | 2390 | 2639 | 3068 | 3493 | 3484 | 3201 | 3634 | 3343 | 3034  | 2569  |
| Aantal container schepen     | 1386 | 1321 | 1537 | 1607 | 1773 | 1791 | 1725 | 1735 | 1651 | 1439  | 1336  |
| Overige goederen (*1000 ton) | 1788 | 2308 | 2783 | 3469 | 3722 | 6280 | 6519 | 7251 | 7944 | 10314 | 12543 |
| Overige schepen              | 1069 | 1234 | 972  | 1159 | 1946 | 2079 | 1555 | 1401 | 1321 | 1326  | 1520  |

Aan de haven wordt verder gewerkt. Er komen drie extra ligplaatsen voor containerschepen. De kade wordt met 1350 meter verlengd en de capaciteit wordt met 3 miljoen TEU per jaar verhoogd. Als de uitbreiding volgens plan verloopt, komt de extra capaciteit in 2012 in gebruik. Voor de overige goederen werkt de haven ook aan een uitbreiding welke in 2014 beschikbaar zal zijn.